# Мане, Усман
Усман Мане (фр. Serigne Modou Kara Mbodj; родился 1 октября 1990 года в Диурбель, Сенегал) — сенегальский футболист, вратарь клуба «Каса Спорт» (Зигиншор) и сборной Сенегала. Участник Олимпийских игр 2012 года в Лондоне.

## Клубная карьера
Мане начал заниматься футболом в футбольной академии «Диамбарс» в Сенегале. В 2012 году он дебютировал за основной состав в чемпионате Сенегала.

## Международная карьера
Летом того же года Мане принял участие в Олимпийских играх в Лондоне. На турнире он сыграл в матчах против команд ОАЭ, Уругвая, Великобритании и Мексики.
2 июня 2012 года в отборочном матче Чемпионата мира 2014 против сборной Либерии Мане дебютировал за сборную Сенегала.